# Ferry de Regt
Ferry de Regt (ur. 29 sierpnia 1988 w Venlo) – holenderski piłkarz grający na pozycji obrońcy. Zawodnik klubu FC Oss.
W Eredivisie rozegrał 78 spotkań i zdobył 4 bramki.